# Juha Kankkunen
Juha Matti Pellervo Kankkunen (Laukaa, 2 de abril de 1959) é um ex-automobilista de ralis finlandês que foi tetracampeão do Campeonato Mundial de Rali (WRC).
Juha fez nome principalmente como piloto de carros de rali. Ajudado parcialmente pelo seu recorde de 23 vitórias. Foi para a Peugeot em 1986, entre 1987 e 1991 guiou um Lancia e em 1993 mudou-se para a Toyota, foram estas quatro marcas que lhe deram os quatro títulos mundiais.
Pilotos como Sébastien Loeb, Carlos Sainz e Colin McRae quebraram o marco estabelecido por Kankkunen no número de vitórias em ralis. Contudo apenas o seu compatriota e antigo tetracampeão mundial Tommi Mäkinen teve o tetra-campeão assim com Sébastien Loeb, de vitórias de campeonatos durante a sua carreira.
Retirou-se em 2002, de seguida anunciou a sua intenção de dedicar-se à política, seguindo a mesma carreira do seu compatriota Ari Vatanen.
Desde 2007 Kankkunen detém o Recorde do Mundo de Velocidade em gelo ao volante de um Bentley Continental.

## Carreira

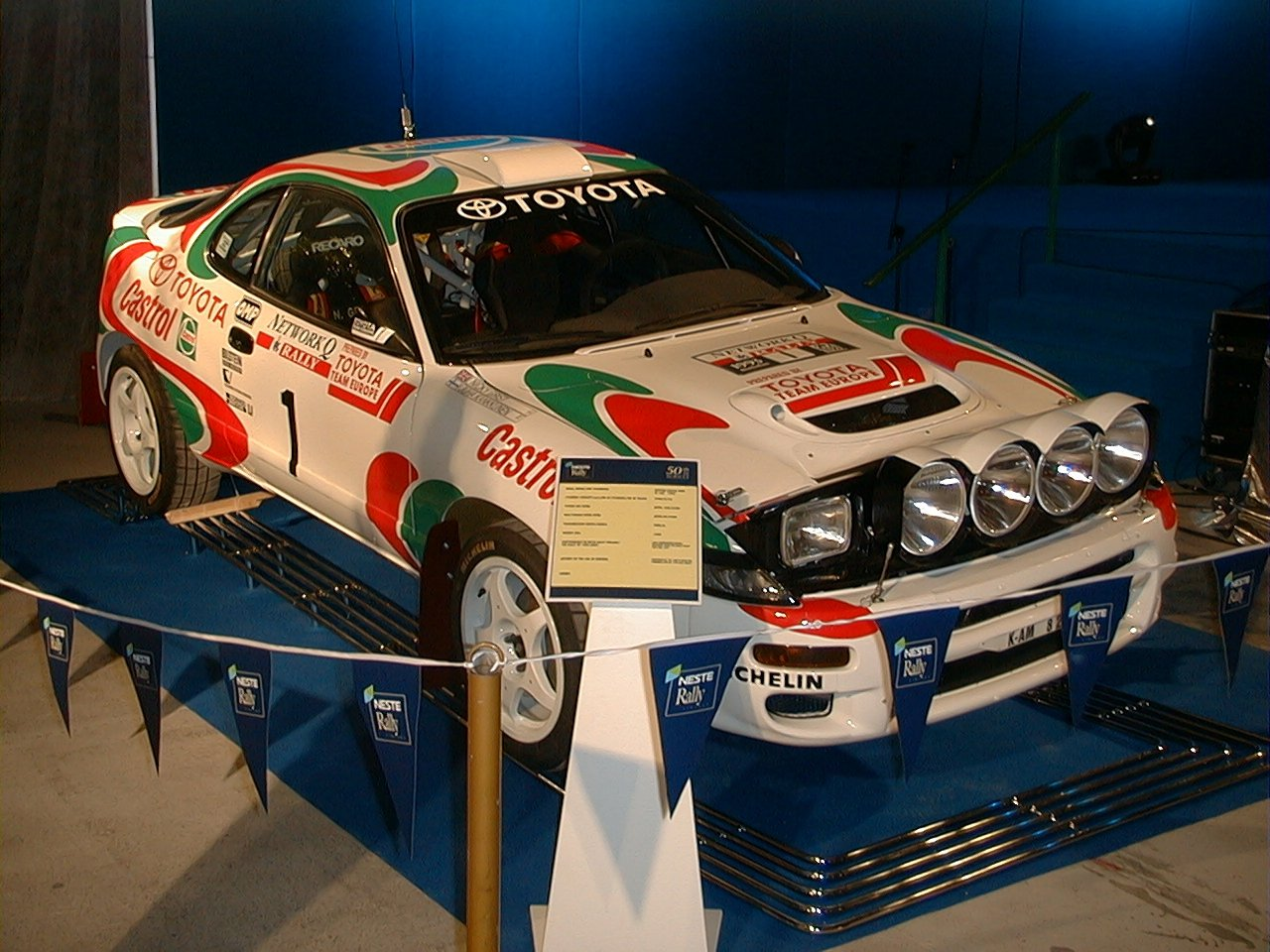
Toyota Celica de Kankkunen de 1993.

Kankkunen cresceu na quinta da sua família perto de Jyväskylä, e aos sete anos já tinha conduzido o carro dos pais e um trator.
De 1983 a 1985, guiou um Toyota Celica Twincam Turbo TA64, um motor que levou-o a ganhar o primeiro Rali Safari em 1985 na sua primeira participação, e com as hipóteses dele na bolsa de apostas de 100 para 1. Foi uma demonstração de competência e excelente condução que lhe permitiram dominar em 1985 o mundial de construtores e de pilotos, conseguindo na época seguinte o tão desejado título mundial – apesar de uma distração evidente que fez com que o seu rival Henri Toivonen da Lancia tivesse um grave acidente quando liderava no Rali da Córsega.
Após vencer duas vezes consecutivas o título mundial e mudar-se para a equipa italiana da Lancia em 1987, teve dificuldade em aceitar as ordens do chefe de equipa devido ao "Herói italiano num carro italiano", Massimo Biasion (fez a sua primeira aparição com a equipa no Rali de Monte Carlo).
Na estreia de um Toyota Celica GT-Four ST165 no Rali da Córsega, teve de esperar pela época seguinte em 1989, pelo Rali da Austrália para ter a sua primeira vitória com o Celica. Em 1991 tornou-se no primeiro homem a conseguir três títulos mundiais, desde a inauguração do WRC em 1973.
Em 1993 mudou-se para a Toyota, acabando na época anterior atrás do segundo lugar de Carlos Sainz, com a Toyota conseguiu o quarto título mundial, apesar de a meio da época ter sido substituído por duas vezes o seu co-piloto, com o seu primeiro co-piloto Juha Piironen a sofrer um ataque. Kankkunen ganhou o Rali da Argentina em 1993 com o seu novo co-piloto Nicky Grist. No Rali dos 1000 Lagos da Finlândia fez dupla com o francês Denis Giraudet. Com cinco vitórias, e duas outras do seu companheiro de equipa, a Toyota com o Celica GT-Four ST185 ganhou o mundial de construtores, o primeiro para a marca japonesa.
Em 1994 Kankkunen ganhou o Rali de Portugal com o ST185, e terminou em segundo no Rali da Austrália, na primeira aparição do ST205.
Infelizmente para Kankkunen, a relação com o ST205 não correu muito bem, quando em 1995 a Toyota foi considerada culpada pela implementação ilegal de um peça no turbo nos carros da marca japonesa. Max Mosley da FIA, acabou por declarar que a equipa japonesa estava banida das competições até 1997.
Kankkunen foi também piloto da Subaru e Hyundai, tendo ganho dois ralis (Argentina e Finlândia) ao volante de um Subaru Impreza.
Foi também vencedor do famoso Rali Dakar em 1988. Venceu igualmente em 1988 e 1991 a Corrida dos Campeões.

## Vitórias no Group B
| Número | Evento                                | Temporada | Co-piloto      | Carro                      |
| ------ | ------------------------------------- | --------- | -------------- | -------------------------- |
| 1      | 33rd Marlboro Safari Rally            | 1985      | Fred Gallagher | Toyota Celica TCT          |
| 2      | 17ème Rallye Côte d'Ivoire            | 1985      | Fred Gallagher | Toyota Celica TCT          |
| 3      | 36th International Swedish Rally      | 1986      | Juha Piironen  | Peugeot 205 Turbo 16 E2    |
| 4      | 33rd Acropolis Rally                  | 1986      | Juha Piironen  | Peugeot 205 Turbo 16 E2    |
| 5      | 16th AWA Clarion Rally of New Zealand | 1986      | Juha Piironen  | Peugeot 205 Turbo 16 E2    |
| 6      | 22nd Olympus Rally                    | 1987      | Juha Piironen  | Lancia Delta HF 4WD        |
| 7      | 36th Lombard RAC Rally                | 1987      | Juha Piironen  | Lancia Delta HF 4WD        |
| 8      | 2nd Commonwealth Bank Rally Australia | 1989      | Juha Piironen  | Toyota Celica GT-Four      |
| 9      | 3rd Commonwealth Bank Rally Australia | 1990      | Juha Piironen  | Lancia Delta Integrale 16V |
| 10     | 39th Martini Safari Rally Kenya       | 1991      | Juha Piironen  | Lancia Delta Integrale 16V |
| 11     | 38th Acropolis Rally                  | 1991      | Juha Piironen  | Lancia Delta Integrale 16V |
| 12     | 41st 1000 Lakes Rally                 | 1991      | Juha Piironen  | Lancia Delta Integrale 16V |
| 13     | 4th Commonwealth Bank Rally Australia | 1991      | Juha Piironen  | Lancia Delta Integrale 16V |
| 14     | 47th Lombard RAC Rally                | 1991      | Juha Piironen  | Lancia Delta Integrale 16V |
| 15     | 26º Rallye de Portugal                | 1992      | Juha Piironen  | Lancia Delta HF Integrale  |
| 16     | 41st Trustbank Safari Rally           | 1993      | Juha Piironen  | Toyota Celica Turbo 4WD    |
| 17     | 13º Rally Argentina                   | 1993      | Nicky Grist    | Toyota Celica Turbo 4WD    |
| 18     | 43rd 1000 Lakes Rally                 | 1993      | Denis Giraudet | Toyota Celica Turbo 4WD    |
| 19     | 6th Telecom Rally Australia           | 1993      | Nicky Grist    | Toyota Celica Turbo 4WD    |
| 20     | 49th Network Q RAC Rally              | 1993      | Nicky Grist    | Toyota Celica Turbo 4WD    |
| 21     | 28º TAP Rallye de Portugal            | 1994      | Nicky Grist    | Toyota Celica Turbo 4WD    |
| 22     | 19º Rally Argentina                   | 1999      | Juha Repo      | Subaru Impreza WRC         |
| 23     | 49th Neste Rally Finland              | 1999      | Juha Repo      | Subaru Impreza WRC         |